# Zákon (filozofie)
Zákon je všeobecně platné pravidlo, jemuž se člověk musí podřídit.
V archaických dobách je to jakýsi výslovný, vyjádřený osud, jemuž všechno podléhá. Naopak racionalistická období zjišťují rozdíl mezi tím, co je „od přírody“ (řec. fysei), a tím, co je lidské ustanovení (řec. thesei). Když se ve středověku člověk více vyděluje z přírody, vzniká představa, že lidská společnost se sice řídí jinými zákony než příroda, obojí však pocházejí od téhož zákonodárce – stvořitele. Renesanční přírodověda proto nechápe poznávání přírody jako pozorování jevů, nýbrž odkrývání skutečných zákonů, jimiž se skutečnost řídí, neboť je podle nich stvořena. V pozdější době se obě oblasti zcela oddělily a slovu zákon přikládají velmi odlišný význam: ve společnosti je zákon nejvyšší normou, která předepisuje nebo omezuje jednání, v přírodních vědách je popisem nebo modelem skutečnosti, který umožňuje predikci.